# Rhagium caucasicum
Rhagium caucasicum är en skalbaggsart. Rhagium caucasicum ingår i släktet Rhagium och familjen långhorningar.

## Underarter
Arten delas in i följande underarter:
- R. c. caucasicum
- R. c. semicorne